# Rockland St Peter
Rockland St Peter är en by i civil parish Rocklands, i distriktet Breckland, i grevskapet Norfolk i England. Byn är belägen 7 km från Watton. Rockland St Peter var en civil parish fram till 1935 när blev den en del av Rocklands. Civil parish hade 286 invånare år 1931. Byn nämndes i Domedagsboken (Domesday Book) år 1086, och kallades då Tofftes.